# Сенека Јерусалимски
Сенека Јерусалимски је био јеврејски хришћански епископ Јерусалима из 2. века.
Према Јевсевију Кесаријском, постојало је тринаест епископа Јерусалима, од пада јеврејског храма и побуне Бар Кохбе, сви су били јеврејски хришћани и Сенека је био 10. на тој листи. Помиње се и у Јаковљевој посланици Квадрату.
Неки научници сугеришу да он није био епископ, већ презвитер који је помагао Јакову првом епископу, иако то није потврђено.